# ヴードゥーカルト
ヴードゥーカルト（Voodoocult）は、1993年にオルタナティヴ・バンド、フィリップ・ボア & ザ・ヴードゥークラブのボーカリストであるフィリップ・ボアによって結成された国際的なスラッシュメタル・スーパーグループ。
このプロジェクトは、ジム・マーティン（フェイス・ノー・モア）、チャック・シュルディナー（デス）、スレイヤーのドラマーであるデイヴ・ロンバード、ドイツのスラッシュメタル・バンド、クリーターのミレ・ペトロッツアなどの参加ミュージシャンの評判によって、とりわけ注目に値するものとなった。バンドは2枚のアルバムをリリースし、セカンド・アルバムのリリースとツアーの後、1996年に解散した。

## メンバー

### 最終ラインナップ
- フィリップ・ボア (Phillip Boa) - ボーカル
- ジム・マーティン ("Big" Jim Martin) - ギター
- ギャビー・アブララック (Gabby Abularach) - ギター
- デイヴ・ボール (Dave "Taif" Ball) - ベース
- マーカス・フレイウォルド (Markus Freiwald) - ドラム

### オリジナル・ラインナップ
- フィリップ・ボア (Phillip Boa) - ボーカル
- チャック・シュルディナー (Chuck Schuldiner) - ギター
- ミレ・ペトロッツア (Mille Petrozza) - ギター
- ウォルデマー・ソリクタ (Waldemar Sorychta) - ギター
- デイヴ・ボール (Dave "Taif" Ball) - ベース
- デイヴ・ロンバード (Dave Lombardo) - ドラム

## ディスコグラフィ

### スタジオ・アルバム
- 『ジーザス・キリング・マシーン』 - Jesus Killing Machine (1994年)
- 『ヴードゥーカルト』 - Voodoocult (1995年)

### シングル
- "Killer Patrol" (1994年)
- "Metallized Kids" (1994年)
- "When You Live as a Boy" (1995年)